# Abdal Samade ibne Cazerune
Abdal Samade (Abd al-Samad) foi um emir dos magrauas do rio Chelife, no Magrebe Central, reinando em meados do século XII. Pertencia à família dos Banu Cazerune de Trípoli.

## Vida
Abdal Samade pertencia ao clã dos Banu Cazerune que governou Trípoli de 1000/1001 até 1145/1146 e descendia do chefe magraua do século X Cazerune ibne Falful. Emigrou de Trípoli para o Chelife, no Magrebe Central, em meados do século XII, pouco antes da tomada do país em 1152 pelo Califado Almóada sob o califa Abde Almumine (r. 1133–1163). Ao chegar, encontrou apenas resquícios dos magrauas, mas foi recebido com entusiasmo pelos clãs dos Banu Uarcifane, Banu Uanzamar, Banu Bu Saíde, etc. Aliou-se por casamentos com as principais famílias magrauas e deixou vários filhos, que foram conhecidos no Chelife como Banu Cazar e Banu Maomé, em memória do emir do século X Maomé ibne Cazar. Ele foi sucedido por seu filho Abu Nas.